# Висівкоподібний (різнокольоровий) лишай
Висівкоподібний (різнобарвний) лишай ( Pityriasis versicolor, альтернативна назва  Tinea versicolor) — тривалий (хронічний) дерматоз мікотичного походження, що уражає роговий шар епідермісу шкіри. Лишай називають різнобарвним через появу на шкірі плям різного кольору (від блідо-рожевого до темно-коричневого). А висівкоподібним тому, що при чесанні чи терті місць ураження, з'являються дрібні лусочки, подібні до висівок.
Захворювання більш поширене у спекотному кліматі з підвищеною вологістю повітря, але, досить часто зустрічається і в інших кліматичних зонах, загострення захворювання відбувається в теплу пору року. Найбільш поширене в молодому віці, в періоді 40-60 років ризик захворюваності значно знижується.
Висівковий лишай був вперше описаний у 1846 році науковцем Айхштедом, але тоді, ще неможливо було виділити збудник. У 1853 році завдяки роботам Г. Робіна вдалося виділити гриби в місцях уражених різнобарвним лишаєм, так і в межах здорової шкіри. Згодом французький науковець Л.-Ч. Малассез (на честь якого названий рід цих дріжджів) виділив округлі та овальні форми збудника, окремо від епідермісу шкіри людини. Почалися перші спроби класифікації.

## Збудник

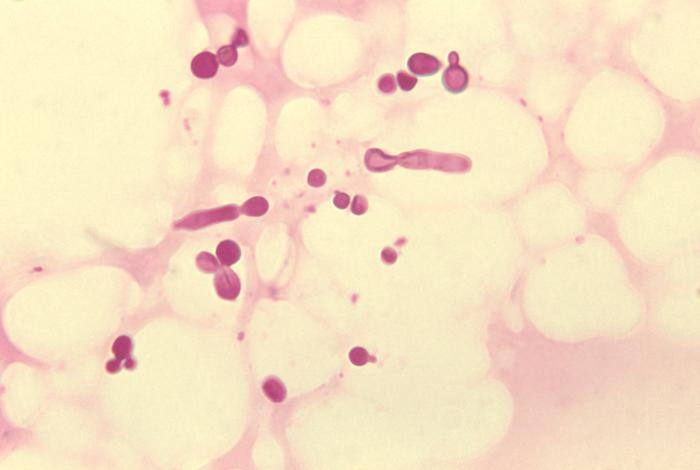
Цитологічний зразок Malassezia furfur на шкірі з висівковоподібним лишаєм

Збудником даного захворювання є дріжджоподібний ліпід-залежний гриб сапрофіт, який існує в трьох формах: округлій — Pityrosporum orbiculare, овальній —  Pityrosporum ovale відомий також як Malassezia ovalis і міцеліальній Malassezia furfur (усі форми здатні до взаємних метаморфозів один в одного). Для запобігання плутанини, в сучасних публікаціях вирішено використовувати лише одну назву для позначення цього виду гриба — Malassezia furfur.
Це умовно патогенні представники дріжджів, які постійно перебувають на людській шкірі та складають її природну мікрофлору. Завдають дерматологічних проблеми тільки за певних сприятливих для розвитку лишаю обставин які будуть наведені нижче.

## Заразність
Зазвичай висівкоподібний лишай характеризується малою контагіозністю і вважається незаразним захворюванням, оскільки більшість людей є носіями грибків сапрофітів Malassezia, що знаходяться на шкірі (ділянках, багатих сальними залозами). Зараження може відбуватися лише в окремих випадках при тісному і довгостроковому контакті з хворим. При цьому ймовірність захворіти висівкоподібним лишаєм все-таки більшою мірою буде обумовлена сприятливими факторами.

## Клінічні прояви
Головна ознака — дрібні плями на шкірі з чіткими краями. Плями часто темні, червонувато-коричневого відтінку. Найчастіші ділянки ураження — спина, пахви, плечі, груди, шия. Уражені зони не темніють на сонці (шкіра може здатися світлішою, ніж навколишня здорова).
Розмножуючись в епідермісі, грибок спричинює порушення в роботі меланоцитів (клітин, що відповідають за вироблення пігменту меланіну). Саме завдяки меланіну під дією сонячних променів тіло набуває засмаги. У процесі життєдіяльності збудник лишаю синтезує азелаїнову кислоту, яка виступає інгібітором здатності меланоцитів синтезувати пігмент, в результаті чого з'являються гіпопігментовані ділянки.
Плями схильні до злиття з утворенням великих вогнищ, але можуть існувати ізольовано. Запальні явища відсутні, є незначне висівкоподібне лущення (пов'язане з розпушуванням грибом рогового шару). Уражається тільки роговий шар епідермісу. Інкубаційний період складає від двох тижнів до декількох місяців.
Інші симптоми:
- Посилена пітливість,
- Свербіж.

Висівковий лишай часто є супутником таких захворювань:
- Ендокринні порушення(цукровий діабет, синдром Кушинга, ожиріння)
- Хронічні захворювання шлунково-кишкового тракту,
- Імунодефіцит.

Фактори, що можуть спровокувати:
- Певний хімічний склад поту (генетична схильність)
- Тривале лікування кортикостероїдами
- Часте використання антибактеріальних гелів і мил
- Іонізоване випромінювання
- Сонячна радіація (надмірна засмага, солярій)
- Важкі метали
- Підвищена пітливість
- Підвищення цукру в крові
- Зниження імунітету
- Порушення бар'єрних функцій шкіри
- Стресовий вплив на шкіру
- Одяг із синтетичних матеріалів
- Злісне недотримання особистої гігієни

## Діагностика

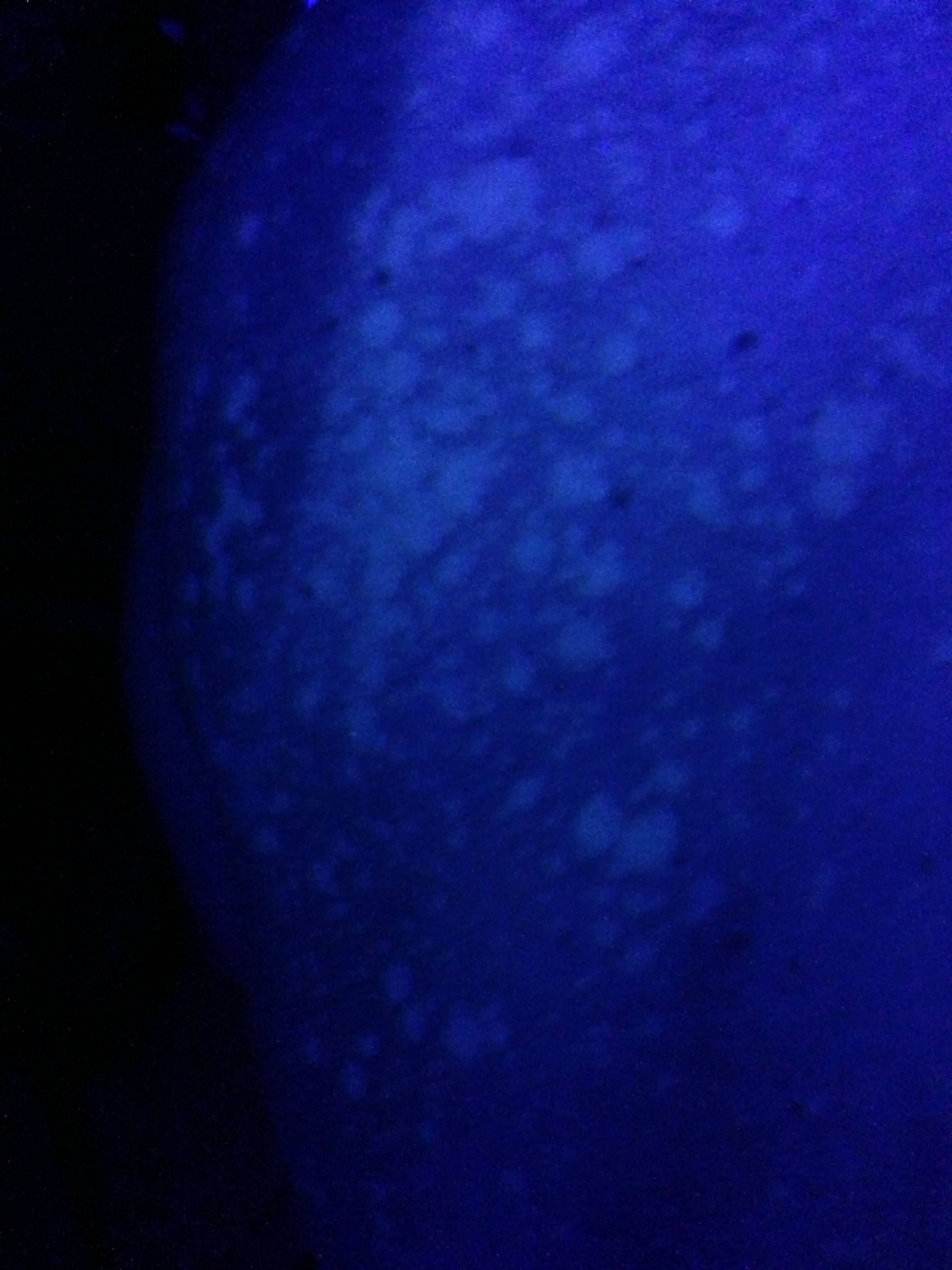
Висівкоподібний лишай. Свічення під люмінісцентною лампою Вуда

Для діагностики висівкоподібного лишаю проводиться йодна проба (проба Бальзера), для цього уражену шкіру змащують йодною настоянкою і тут же протирають спиртом (останнє не обов'язково): розпушений грибом роговий шар швидко вбирає йод, і плями висівкоподібного лишаю різко виділяються, забарвлюючись в темно-коричневе забарвлення на тлі злегка пожовклої, не пошкодженої шкіри. За відсутності розчину йоду можна користуватися аніліновими барвниками.
Шкірний зішкріб при розгляді під мікроскопом показує дріжджі (скупчення ниток гриба з округлими клітинами).
Під люмінесцентною лампою Вуда (ультрафіолетові промені кварцової лампи), в затемненому приміщенні, осередки різнобарвного лишаю дають червонувато-жовте, зеленувато-синє або буре свічення.

## Лікування
Лікування полягає в нанесенні протигрибкових препаратів на шкіру. У тяжких випадках показане застосування системних антимікотиків (внутрішнє), які дозволяють істотно скоротити терміни лікування та запобігти частому розвитку рецидивів. Використовують, як правило, препарати триазолінового ряду (флуконазол та ін), препарати і шампуні із сульфідом селену («сульсена»). В останні роки високу клінічну ефективність при меншій кількості побічних ефектів показують препарати, що містять похідні імідазолу: кетоконазол, сертаконазол, біфоназол, які пригнічують ріст грибів. Ефективна методика лікування: нанесення лікувального шампуню (типу «Нізорал») на все тіло з витримуванням відповідно до вказівки в інструкції; відразу після зникнення проявів на поверхні шкіри (зазвичай 2-3 застосування) застосовується препарат типу «Флуконазол» в капсулах (дозування згідно інструкції), при цьому продовжується застосування лікувального шампуню (ще 3-2 застосування). Ефективність даного методу пов'язана з тим, що зовнішні засоби (мазі, шампуні) не здатні впоратися з прихованими у волосяних цибулинах або в потових залозах збудників і потім лишай знову поширюється на поверхню шкіри; препарати типу «Флуконазол» діють «зсередини», проникаючи в рідини організму. Застосування тільки препарату типу «Флуконазол» (без застосування лікувального шампуню) зазвичай не приносить бажаного результату.
Враховуючи особливості поверхні шкіри, краще використовувати засоби у вигляді розчинів, лосьйонів і спреїв, які наносять на уражені ділянки і злегка втирають. Мазі використовувати не зручно, з огляду на потребу їх наносити на ділянки з активним ростом волосся (голова, пахова область).
Для боротьби зі змінами пігментації ефективний у місце ураження циклосерин, блокатор трансаміназ у ланцюгу синтезу пігментів збудника.
Самолікування або безсистемне симптоматичне лікування висівкоподібного (різнобарвного) лишаю вкрай небажане.

### Народні методи
Дане захворювання відоме давно, тому існують також і народні рецепти і методи для лікування висівкоподібного лишаю.
Одним із засобів народної медицини для лікування висівкоподібного лишаю це — настоянка календули. Її можна приготувати шляхом настоювання квіток рослини на горілці (1:5). Отриманою настоянкою обробляти уражені ділянки 2-3 рази на день.
Також добре допомагає сік цибулі ріпчастої, який слід віджати і процідити через марлю. Обробляти плями цим соком необхідно кілька разів на день.
В аптеці можна придбати воду чемериці, яка також непогано допомагає при лишаї. Однак обробляти шкіру слід вкрай обережно, після чого ретельно мити руки. Процедура проводиться 2 рази на день вранці і ввечері. Курс триває один тиждень.[джерело?]

## Профілактика
Хоча різнокольоровий лишай легко лікується, захворювання може повернутися у спекотні місяці. Рецидиви характерні для значного числа пацієнтів. З огляду на це слід вживати ряд профілактичних заходів.
У теплу пору року для профілактики можна протирати шкіру саліциловим спиртом або просто підкисленою водою (можна додати трохи оцту або соку лимона), або раз на 2-3 тижні використовувати засоби із протигрибковою дією, особливо в теплу пору року. Корекція потовиділення.
Обов'язкова дезінфекція одягу, головних уборів, натільної і постільної білизни кип'ятінням в 2%-му мильно-содовому розчині та прасуванням гарячою праскою з парою. Рекомендується щодня міняти одяг, що контактує зі шкірою.
Люди зі схильністю до висівкоподібного лишаю повинні уникати:
- Надмірно високої температури
- Високої вологості
- Стресових ситуацій
- Пітливості
- Тривалої забрудненості (гігієна шкіри)
- Синтетичних виробів (тільки 100 % бавовна)